# Chalcolecta dimidiata
Chalcolecta dimidiata là một loài nhện trong họ Salticidae.
Loài này thuộc chi Chalcolecta. Chalcolecta dimidiata được Eugène Simon miêu tả năm 1884.